# Bertrand de Maumont
Ne pas confondre avec Bertrand de Maulmont, son oncle, évêque de Poitiers.
Bertrand de Maumont, écrit parfois Bertrand de Maulmont, est un prélat français né au XIVe siècle, qui fut évêque de Mirepoix, dans l'actuelle Ariège puis évêque de Lavaur, dans l'actuel Tarn, évêque de Béziers et enfin évêque de Tulle.

## Biographie
D'une famille de noblesse limousine, Bertrand de Maumont est le fils de Pierre de Maumont, seigneur de La Roche-Tournoël, et de Maurine de Saint-Martial, soeur de Pierre de Saint-Martial, archevêque de Toulouse mort en 1401. Ses date et lieu de naissance sont inconnus.
Chanoine de Burgos, il est nommé évêque de Mirepoix le 16 novembre 1394. Il est transféré au siège de Lavaur le 18 septembre 1405 par une bulle de l'antipape Benoît XIII. Il passe ensuite au siège de Béziers en mars 1408 où il fait son entrée le 24 avril 1408, avant de rejoindre Tulle par une bulle du pape Martin V en janvier 1422, dans son Limousin familial. Il résigne en 1425 et meurt le 25 juillet la même année à Tulle.
Il est mentionné dans le cartulaire de l'abbaye de Boulbonne en 1395 et en 1397. En 1398, il est présent en tant qu'évêque de Mirepoix au contrat de mariage de sa nièce Catherine de Maulmont (fille de Jean de Maulmont et d'Hélène d'Aigrefeuille) avec Jean de Monceaux, seigneur d'Escorailles.